# ゴミ箱分類群
ゴミ箱分類群（ごみばこぶんるいぐん）または分類のゴミ箱 (ぶんるいのごみばこ、くずかごやガラクタ入れとも。英：Wastebasket taxon、wastebin taxon、dustbin taxon、catch-all taxon) は、アルファ分類法で使用される用語で、他のどの分類群にも当てはまらない生物を分類することを唯一の目的とする分類群である。それらは通常、指定されたメンバーの相互の表面的な類似性、または1つ以上の異なる固有派生形質の「欠如」、または他の分類群に属さないことによって定義される。ごみ箱分類群は、定義上、側系統または多系統のいずれかである。したがって、厳密な分類学の分類規則の下では有効な分類群とは見なされない。ただし、ごみ箱分類群の名称は、進化段階を指定するものとして使用される場合がある。

## 例
- 原生生物: 菌、植物、動物以外の真核生物[6]。
- スズキ目: スズキ系魚類（Percomorpha）のうち、系統関係の不明な種が分類されていた[7]。
- ナミヘビ科:  ヘビの下位分類。従来の定義は自然分類群ではなかった。
- イイギリ科: 現在は使われていない被子植物のタクソン[8] 。
- カルノサウリアと槽歯類: これらの古生物は化石記録が乏しかった頃、情報が少なかった為に多様な種が分類されていた。
- 顆節目: 奇蹄目または鯨偶蹄目以外の有蹄動物が押し込まれた伝統的な人工クレード[9][10]。
- 食虫目: リンネはハリネズミ、トガリネズミ、（旧世界の）モグラを、他の雑多な哺乳類と共に、Bestiae に分類した[11] 。1811年、ヨハン・イリガー Illiger は、ハリネズミ、トガリネズミ、モグラ、デスマン、テンレック、キンモグラなどをSubterranea科とした。1816年、H. M. D. De Blainvilleは、このグループを食虫類と呼んだ。1855年、ヨハン・ワグナー Wagner は、ツパイ、ハネジネズミ、ヒヨケザルを食虫目に加えた。これ以降、食虫目は、系統の不明瞭な虫食性の動物群をとりあえず放り込んでおく目となった。のちに食虫目は無盲腸類のみからなるグループとして定義されたが、無盲腸類は最終的にアフリカトガリネズミ目と真無盲腸目の2群に再編され、ごみ箱分類群としての食虫目は解体されるに至った[12]。

## 科学におけるゴミ箱分類群
化石が断片的であるためにあまり知られていない古生物は、表面的な形態または層序上でグループ化されることがあり、後になって三畳紀のワニに似たラウイスクス類などがゴミ箱分類群であることが判明した。
分類学者の役割の1つは、ゴミ箱分類群を特定し、内容をより自然な単位に再分類することである。時々、分類の修正中に、ゴミ箱分類群はそのメンバーについて徹底的な調査を行った後、引き続き含まれるものに対してより厳しい制限を課した上で再使用されることがある。そのような技法によってカルノサウリアとメガロサウルス科は「保全」された。また、タクサに含まれる無関係な「荷物」が多すぎて正常に整理できない場合もある。そのため、通常はより限定的に整理された新たな学名が設けられ優先的に用いられる。あるいは概念自体が完全に破棄される。

## 関係する概念
類縁関係の遠い生物間でも似通った外見や器官を持つ場合があり、形態的類似からゴミ箱分類群として一つのタクサにまとめられる場合がある。多くの場合は生活様式の類似による収斂進化の結果である。